# Maria Rogowska-Falska

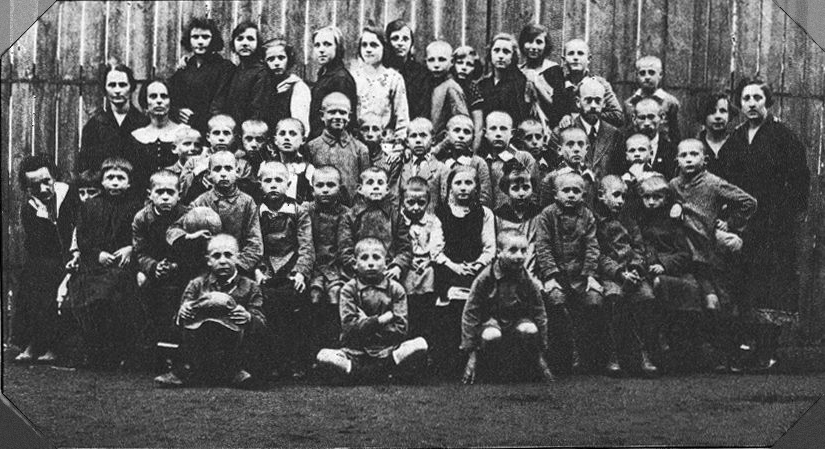
Maryna Falska, Janusz Korczak, Maria Podwysocka i inni nauczyciele oraz dzieci „Naszego Domu” w latach 20. XX wieku

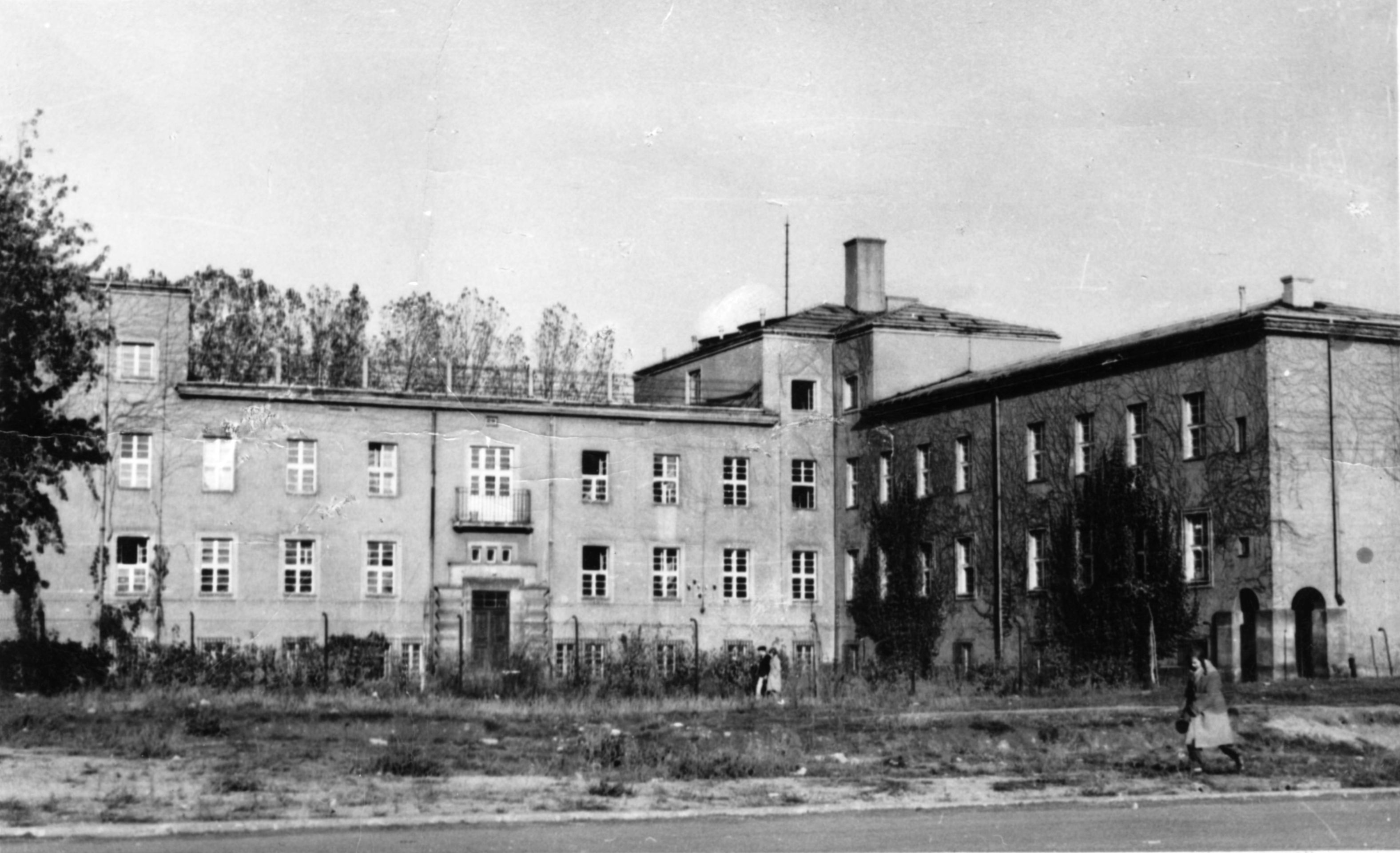
Budynek sierocińca „Nasz Dom” na Bielanach

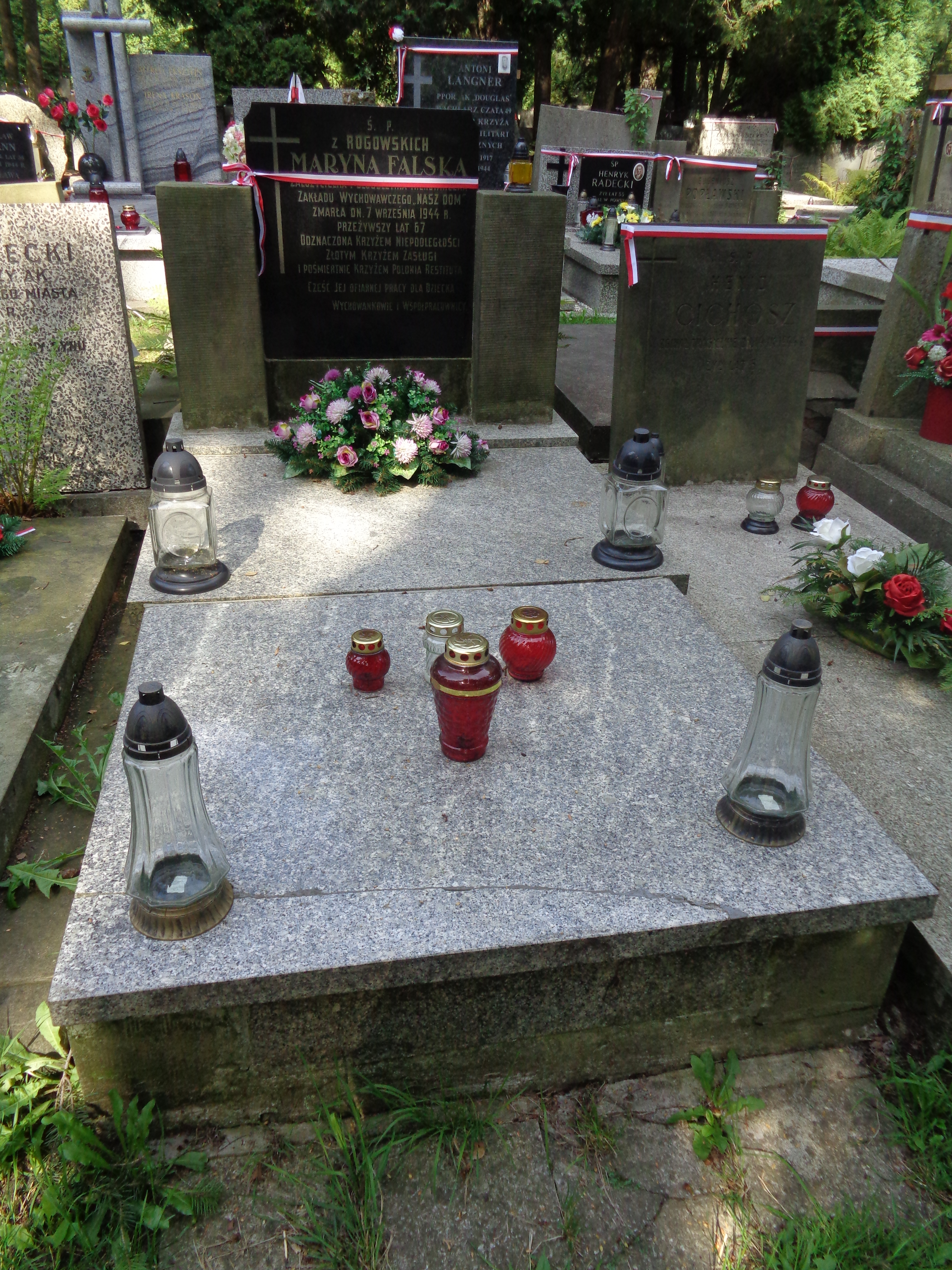
Grób Marii Rogowskiej-Falskiej na cmentarzu Wojskowym na Powązkach

Maria Rogowska-Falska, znana jako Maryna Falska (ur. 7 lutego 1877 w majątku Czaplino, zm. 7 września 1944 w Warszawie) – nauczycielka, pedagog i działaczka społeczna.

## Życiorys
Urodziła się jako Maria Rogowska 2 lutego 1877 w majątku Czaplino na Podlasiu, w rodzinie szlacheckiej. Lata młodości spędziła w Warszawie i Łodzi, gdzie studiowała pedagogię i uzyskała dyplom nauczycielski. Po studiach uczestniczyła w pracy niepodległościowej PPS ze swoimi braćmi i prowadziła działalność społeczną i kulturalną wśród robotników. Używała wówczas pseudonimu „Hilda” i była parokrotnie aresztowana za prowadzenie nielegalnej drukarni PPS. Była uwięziona wraz z Józefem Piłsudskim. W 1905 została aresztowana, uwięziona i zesłana w głąb Rosji.
Wyszła za mąż za Leona Falskiego, znanego lekarza i działacza PPS, którego przypuszczalnie spotkała w Londynie, gdzie się oboje ukrywali przed carską policją. Po powrocie do Polski urodziła im się córka. Wyjechali z mężem do Wołożyna na  Wileńszczyźnie (obecnie Białoruś), gdzie Leon rozpoczął pracę jako wiejski lekarz, pracując z ludnością polską, żydowską i litewską. W 1912 roku umarł w Wołożynie, udzielając pomocy lekarskiej w czasie epidemii tyfusu. Maryna wyjechała do znajomych do Moskwy, gdzie zmarła jej dwuletnia córka.
W latach 1917–1918 w Kijowie, prowadząc internat dla dzieci i młodzieży polskiej, spotkała się z Januszem Korczakiem i wdrożyła jego metodykę opartą na wychowaniu typu internatowego, która bazowała na tworzeniu więzi emocjonalnych i poczuciu wspólnoty. Po powrocie do Polski w 1918, Maryna Falska pracowała z ramienia Ministerstwa Opieki Społecznej jako wizytator zakładów opiekuńczych.
W 1919 wspólnie z Januszem Korczakiem i Marią Podwysocką stworzyła w Pruszkowie wzorcowy sierociniec i Zakład Wychowawczy „Nasz Dom”. Do sierocińca trafiały dzieci robotników, którzy polegli na wojnie. Z czasem były to też sieroty społeczne, ponieważ Falska pomagała każdemu potrzebującemu dziecku. Od 1921 opiekę nad domem sierot objęło Towarzystwo „Nasz Dom”, z którego składek w latach 1927–1929 został zakupiony plac i wybudowany został na warszawskich Bielanach nowy budynek sierocińca. Patronat nad Towarzystwem sprawowała Aleksandra Piłsudska.
Instytucjonalne formy pracy prowadzonej przez siebie placówki opisała Maryna Falska w Szkicu informacyjnym o „Naszym Domu”.
Po wybuchu II wojny światowej Falska ukrywała kilkoro żydowskich dzieci, w tym m.in. córkę Salomona Fiszgrunda. Odnowiła swoje kontakty z Januszem Korczakiem, ofiarowując mu pomoc w przypadku ucieczki z getta (Korczak odrzucił jednak tę propozycję). W styczniu 1943 w specjalnej skrytce w budynku Naszego Domu na Bielanach ukryła maszynopis pamiętnika Korczaka, przekazany przez żonę Igora Newerlego po aresztowaniu pisarza przez Niemców.
Zmarła nagle na serce 7 września 1944, gdy Niemcy nakazali ewakuację sierocińca do obozu przejściowego w Pruszkowie. Według alternatywnej wersji wydarzeń podanej przez wychowanka „Naszego Domu”, powstańca warszawskiego Antoniego Chojdyńskiego, przyczyną śmierci Falskiej miało być zażycie cyjanku. Pochowana na cmentarzu Powązki Wojskowe w Warszawie (kwatera A25-14-11). 

## Ordery i odznaczenia
- Krzyż Niepodległości (12 marca 1931)[9]
- Krzyż Oficerski Orderu Odrodzenia Polski (pośmiertnie, 20 czerwca 1947)[10]
- Złoty Krzyż Zasługi (13 września 1926)[11]
- Sprawiedliwy wśród Narodów Świata (pośmiertnie, 14 kwietnia 1985)[4]